# إبراهيم خاي
 إبراهيم خاي (مواليد سنة 1951) هو ممثل مغربي. شارك في العديد من الأفلام والمسلسلات التلفزيونية المغربية، وهو معروف بأدواره الكوميدية.

## حياته نشأته
ولد بمدينة الدار البيضاء عام 1951. شارك في الكثير من الأعمال السينمائية والتلفزيونية والمسرحية منذ نهاية الستينات، ومن بين أبرز وأنجح أعماله سلسلة مبارك ومسعود في رمضان 2008.

## أعماله[6]
شارك في العديد من الأفلام والمسلسلات القصيرة أهمها:
- حسي مسي (1996)
- شرح ملح (1998)
- حب وتبن (2000)
- الهاربان (مسلسل كوميدي) (2001)
- جنان الكرمة (2002)
- عنداك أ ميلود (2003)
- ألف شهر (فيلم) (2003)
- المستضعفون (مسلسل) (2006)
- وحدة من بزاف (2007)
- الوجه الآخر (فيلم مغربي) (2007)
- مبارك ومسعود (2008)
- ماشي لخاطري (2009)
- الزين فالثلاثين (2011)
- ستون الكلام (2016)
- عمي (فيلم مغربي) (2017)
- الزطاط (2022)

## وصلات خارجية
- إبراهيم خاي على موقع قاعدة بيانات الأفلام العربية